# Richard Best
Richard Halsey „Dick” Best (ur. 24 marca 1910 w Bayonne, zm. 28 października 2001 w Santa Monica) – komandor podporucznik pilot US Navy. Uczestnik wojny na Pacyfiku, odznaczył się bohaterstwem w bitwie pod Midway. Absolwent United States Naval Academy, jedyny obok Normana Kleissa amerykański pilot, który w jednej bitwie trafił więcej niż jeden okręt wroga.

## Bitwa pod Midway
W bitwie tej dowodził eskadrą Bombing Squadron Six (VB-6) pokładowych bombowców nurkujących lotniskowca USS „Enterprise” (CV-6) Douglas SBD Dauntless. W trakcie bitwy – w wyniku nieporozumienia – dwie amerykańskie eskadry zaczęły atakować jeden lotniskowiec – „Kagę”. Kapitan Best dostrzegł błąd dowodzącego Scauting Squadron Six (VS-6) Wade'a McCluskyego i przerwał atak, jednak prawie cała jego jednostka kontynuowała bombardowanie. Best oraz jego dwaj skrzydłowi – por. Edwin John Kroeger i ppor. Frederic Thomas Weber, zaatakowali „Akagi”. Z trzech bomb trafiła jedna, zrzucona przez Richarda Besta. Wybuchła na górnym pokładzie hangarowym, wśród przygotowywanych do ataku samolotów torpedowych. Trafienie to doprowadziło do zagłady „Akagi”. Tego samego dnia, kapitan Best uczestniczył również w ataku na „Hiryu”. Bezpośrednio po bitwie został odznaczony najwyższym odznaczeniem bojowym marynarki, i drugim najwyższym w Stanach Zjednoczonych (po Medalu Honoru) Krzyżem Marynarki Wojennej (ang. Navy Cross) oraz Zaszczytnym Krzyżem Lotniczym (ang. Distinguished Flying Cross).
Była to jego ostatnia akcja bojowa. Podczas dolotu nad cel, testując aparat tlenowy, wciągnął do płuc niewielką ilość spalin i nazajutrz zaczął pluć krwią. Według diagnozy lekarskiej nastąpiło uaktywnienie gruźlicy utajonej, wskutek zatrucia gazami spalinowymi. Niezdolny do dalszej służby, został odesłany do szpitala.

## Praca cywilna
Best odszedł z marynarki w 1944. Po kilkuletnim leczeniu podjął pracę w małej placówce badawczej, należącej do Douglas Aircraft Company, przekształconej później w RAND Corporation. Był tam szefem ochrony. Funkcję tę pełnił aż do przejścia na emeryturę w 1975.

## Śmierć
Zmarł w 2001 i został pochowany na Narodowym Cmentarzu w Arlington.